# Abacá
Die Abacá (Musa textilis; philippinische Schreibweise Abaka), auch Manilahanf, Bananenhanf oder Musahanf genannt, ist eine in Ostasien heimische Pflanzenart aus der Gattung Bananen (Musa) in der Familie der Bananengewächse (Musaceae). Sie wird als Faserpflanze genutzt und findet vor allem Verwendung für die Produktion von salzwasserresistenten Schiffstauen. Der Name Manilahanf nimmt auf die Hauptstadt der Philippinen als traditionell wichtigsten Ausfuhrhafen Bezug, ist aber insofern irreführend, als die Art nicht zur Gattung Hanf (Cannabis) gehört. Als Faserbanane oder Textilbanane werden neben Abacá auch weitere Faserpflanzen aus der Familie der Bananengewächse bezeichnet.

## Merkmale
Die Abacá erreicht eine Wuchshöhe von 3 bis 8 Metern und einen Durchmesser des Scheinstammes von 12 bis 30 Zentimetern. Der Scheinstamm besteht aus einem weichen Kern, dem eigentlichen Stamm, und bis zu 25 eng darum gewickelte Blattscheiden. Ausgehend von einem flachen Wurzelsystem wachsen pro Einzelpflanze bis zu 25 vertikale Scheinstämme. Die Blattstiele erreichen Längen von 60 bis 70 Zentimetern. Die lang-elliptischen Blattspreiten werden 1,2 bis 2,4 Meter lang und 20 bis 40 Zentimeter breit. Die Blattoberseiten sind kahl und hellgrün gefärbt, die Unterseiten sind mit Flaumhaaren bedeckt und braun gefleckt. Von der sehr kräftigen Mittelrippe der Blätter zweigen parallel verlaufende Seitenadern ab.
Der Blütenstand ist lang und hängend mit rotbraunen bis grünen Hochblättern, die eng dachziegelartig angeordnet sind, eine Länge von 10 und eine Breite von 6 Zentimetern haben. An der Unterseite jedes Hochblatts befinden sich 10 bis 12 Blüten in zwei Reihen. Die eingeschlechtigen Blüten sind zygomorph und dreizählig, dabei sind die basalen 3 bis 6 Blüten weiblich und die distalen Blüten männlich.
Die Früchte, die botanisch zu den Beeren gehören, sind grün und leicht gebogen. Sie erreichen eine Länge von 5 bis 9 und eine Breite von 2 bis 3 Zentimetern.  Sie sind nicht genießbar. In den Beeren entwickeln sich schwarze Samen mit einem Durchmesser von etwa 7 Millimetern.
Je nach Sorte beträgt die Lebensdauer zwischen fünf und 25 Jahren, als Faserpflanze genutzt werden Abacapflanzen im Allgemeinen maximal 15 Jahre. Neue Scheinstämme sind nach etwa 18 bis 24 Monaten erntereif, die Ernte erfolgt während der Blüte.
Der Chromosomensatz der Abacá beträgt 2n = 20.

## Verbreitungsgeschichte
Die Abacá stammt ursprünglich von den Philippinen und gewann mit der Nutzung als Taufaser im 19. Jahrhundert an Bedeutung. 1925 begannen die Holländer die Pflanze auf Sumatra anzubauen, das US-Landwirtschaftsministerium finanzierte Pflanzungen in Mittelamerika. 1930 wurde mit einem kleinen Privatunternehmen in Britisch-Nordborneo begonnen. Da die Alliierten mit dem Beginn des Zweiten Weltkrieges kein Abacá mehr von den Philippinen beziehen konnten, wurde die Erzeugung in Mittelamerika deutlich ausgebaut.
Heute wird Abacá aufgrund ihrer Nutzung in weiten Teilen Süd- und Südostasiens sowie in Mittel- und Südamerika kultiviert. Als tropische Pflanze benötigt sie fruchtbare Böden und regelmäßige Niederschläge.

## Nutzung
Genutzt werden vor allem die bis zu zwei Meter langen Hartfasern der Abacáblätter. Die Faser ist relativ grob und weist eine hohe Reißfestigkeit von 45 bis 70 cN/tex auf.
Zur Gewinnung der Faser, die ebenfalls als Abacá oder Manila bezeichnet wird, werden die Blätter zu Beginn der Blütezeit an der Basis abgeschnitten und entsprechend ihrem Alter und der Qualität geordnet. Dabei enthalten die innersten und damit jüngsten Blattscheiden die weichsten und schwächsten Fasern. Nach dem Entfernen der Blattspreiten werden diese im frischen Zustand in Streifen geschnitten und die Fasern (= Leitbündelscheiden) von Hand oder mit Maschinen herausgelöst. Anschließend werden sie von den fleischigen Teilen der Blattscheide befreit und zum Trocknen und Bleichen an die Sonne gelegt. Danach machen sie nur noch rund 10 % der Blattscheide aus. Für den Transport werden die Fasern zu Ballen gepresst oder – vor allem für die Verarbeitung zu Naturfaser-Verbundwerkstoffen – zu Garn versponnen und auf Garnrollen aufgewickelt.
Gute Pflanzungen liefern einen Hektarertrag von etwa 4 Tonnen. Sortenbezeichnungen für Manilahanf sind (von grob bis fein): Bandala, Lupis, Quilot, Tupoz. Die Farbe reicht von weiß über gelblich bis braun.
Die Weltproduktion an Abaca-Fasern lag im Jahr 2021 bei 83 500 t, wovon die wirtschaftlich relevanten Anbauländer Philippinen und Ecuador 67 500 bzw. 13 600 t erzeugten. Der Preis für 1 kg Abaca-Fasern liegt (Stand 2023) bei 1,2–2 €.

## Verwendung

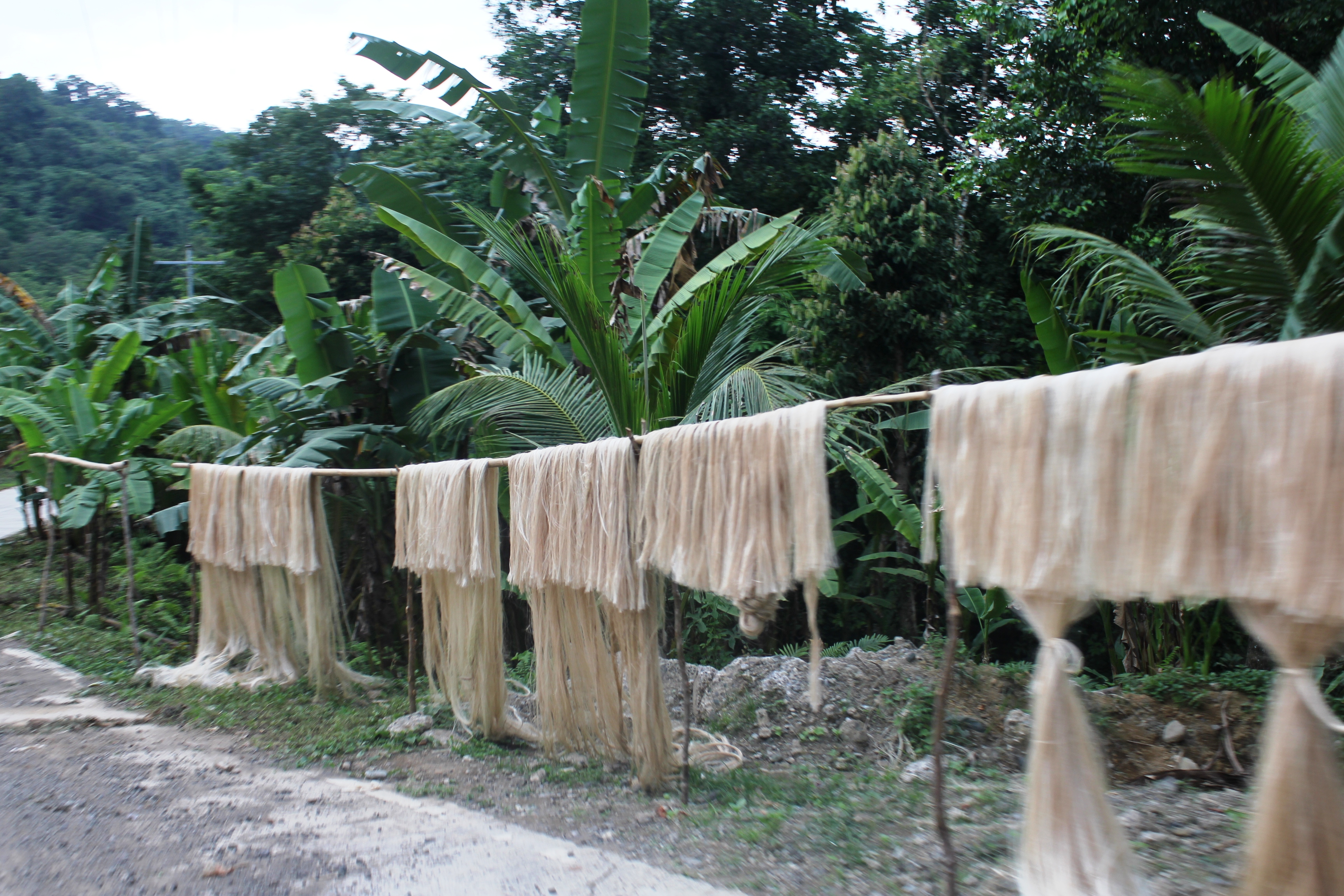
Zum Trocknen aufgehangene Abaca-Fasern in Lagonoy, Philippinen

Der größte Teil der Faserproduktion wird zu Pulpe verarbeitet, also in Wasser gelöst und für spezielle Zellstoffprodukte wie Papier für Teebeutel, Zigarettenpapier, Wursthüllen, Banknoten (aktuell nur in Japan) und industrielle Filter genutzt. Auch der Manila-Umschlag, ein Briefumschlag für DIN-A4-Formulare mit gelblicher Färbung, wie auch der Manila-Anhänger wurden ursprünglich aus Abacá-Zellstoff hergestellt. Aufgrund ihrer Salzwassertoleranz werden die Fasern zudem für die Herstellung von Seilen, Tauen und Fischnetzen verwendet; weiterhin werden Hängematten, Teppiche und Transmissionsriemen aus ihnen gefertigt.
In der Automobilindustrie wurde 2005 mit Abacáfasern verstärktes Polypropylen als Alternative zu glasfaserverstärktem Kunststoff in der Produktion der Ersatzradmulde des Mercedes-A-Klasse-Coupés eingesetzt. Aktuell werden weitere Einsatzbereiche für entsprechende Naturfaser-Verbundwerkstoffe gesucht.
Als Koppelprodukt der Fasernutzung werden Enzyme der Pflanze in der Kosmetikindustrie verwendet.